# Rotunda v Dolních Chabrech
Rotunda v Dolních Chabrech je zaniklá rotunda neznámého zasvěcení, která se nacházela v místě kostela Stětí svatého Jana Křtitele v centru obce. Její základy byly odkryty při archeologickém výzkumu v letech 1973–1976, který proběhl v souvislosti s rekonstrukcí kostela.

## Historie

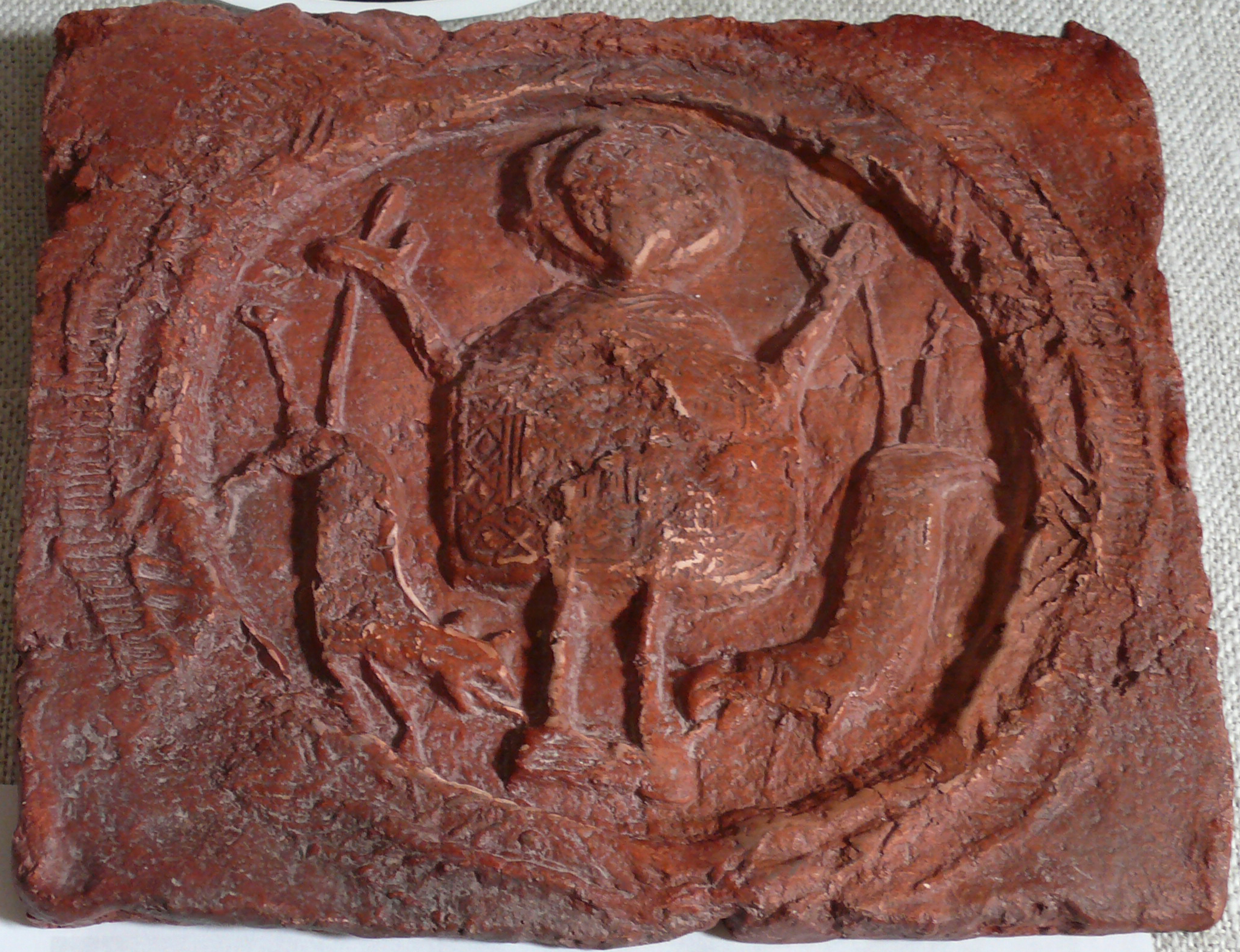
Kopie dlaždice s podobiznou sv. Daniela

Rotunda byla postavena na místě starší stavby. Později byla nahrazena stavbou současného kostela, jehož výstavba podle umělecko-historického rozboru spadá do 3. čtvrtiny 12. století a který existoval již před rokem 1273, kdy podle nejstarší písemné zmínky vlastnil Dolní Chabry Strahovský klášter.

## Popis
Stavba měla průměr lodi přes 12 metrů a byla tak druhou největší rotundou v Čechách po rotundě svatého Víta na Pražském hradě. Zachovala se z ní základová část podkovovité apsidy a vnější hrana lodi. V západní části kostela byl odkryt základ podpory západní empory. Podlahu rotundy kryly keramické reliéfní dlaždice; v nalezených zlomcích bylo identifikováno celkem 19 různých typů dlaždic s geometrickými, rostlinnými a zvířecími motivy nebo lidskými postavami.